# 天普頓站
天普頓站（英語：Templeton Station）是加拿大卑詩省列治文一座架空列車加拿大線車站，為加拿大線溫哥華國際機場支線的其中一個車站。此站位於海島固蘭特·麥干納基大道與天普頓街交界的東北角，於2009年8月17日聯同加拿大線一起開幕。
包括此站在内的機場支線是由溫哥華機場管理局斥資3億加元興建。為了減輕機場客運大樓周圍的交通負荷，機管局在2007年發表的20年發展大綱中提出日後將部分機場設施（如登機手續和行李寄倉服務）置於此站的可能性，並在此站周圍設立公眾和員工停車場。當局已於此站和加拿大線另外數個車站設置自助預辦登機服務機，供旅客預先辦領登機證。
此站坐落運輸聯線收費架構中的二號收費區，但同時隸屬機場收費區，其具體收費安排與機場支線以外的車站有別。乘客從此站的車票售賣機購買單程車票或日票，或使用康百世智能儲值卡離開機場收費區時，需額外繳付5.00加元的附加費；而使用預繳月票或於此站下車的乘客則不受影響。另一方面，純粹來往此站和機場支線上另外兩個車站的乘客則無需繳付任何車資。

## 車站設計

### 樓層
| B   | 閣樓                                     | 連接往返方向月台之通道       |
| S/T | 地面                                     | 出入口、自動售票機、驗票閘門 |
| S/T | 側式月台，右側開門                       |                              |
| S/T | 加拿大線往溫哥華國際機場站（海島中心站） |                              |
| S/T | 加拿大線往濱海站（橋港站）               |                              |
| S/T | 側式月台，右側開門                       |                              |

## 接駁交通
下列巴士線駛經天普頓站：
| 巴士站編號               | 服務路線                                                                                    |
| ------------------------ | ------------------------------------------------------------------------------------------- |
| 米拿路夾天普頓街（西行） | N10號深宵巴士，途經機場往溫哥華市中心方向 N10號深宵巴士，途經機場往列治文－布里格豪斯站方向 |
| 米拿路夾天普頓街（東行） | N10號深宵巴士，往溫哥華市中心方向 N10號深宵巴士，往列治文－布里格豪斯站方向                 |

## 外部連結
- 维基共享资源上的相關多媒體資源：天普頓站